# Cyathopoma nishinoi
Cyathopoma nishinoi es una especie de molusco gasterópodo de la familia Cyclophoridae en el orden de los Mesogastropoda.

## Distribución geográfica
Es endémica del Japón.  